# 조계사 목불좌상 (석가불)
조계사 목불좌상(석가불)(曺溪寺 木佛坐像(釋迦佛))은 서울특별시 종로구, 조계사에 있는 조선시대의 목불이다. 2000년 7월 15일 서울특별시 유형문화재 제126호 조계사 목석가불좌상(曺溪寺 木釋迦佛坐像)로 지정되었다가, 2009년 6월 4일 조계사 목불좌상(석가불)(曺溪寺 木佛坐像(釋迦佛))로 문화재 지정명칭이 변경되었다.

## 개요
서울시 종로구 견지동 조계사에 있는 이 불상은 나무로 만든 석가불좌상으로, 1938년 도갑사에서 옮겨와 대웅전 본존불로 모시고 있다.
머리 위에는 상투 모양의 머리묶음이 높이 솟아 있고, 당당한 체구에 갸름한 얼굴은 조선 전기의 양식을 따르고 있다. 왼쪽 어깨에만 걸쳐 입은 옷은 부드러워 보이며, 특히 왼쪽 팔굽 위에 표현된 Ω형 주름과 가슴 부분에서 접혀진 속옷은 독특한 모습이다.
조선 전기의 양식을 간직하고 있으면서 재질·기법·세부 형태 등은 조선 후기의 특징을 나타내고 있어 19세기 말에서 20세기 초에 만들어진 작품으로 추정된다.

## 같이 보기
- 조계사

## 참고 자료
- 조계사 목불좌상(석가불) - 국가유산청 국가유산포털